# Andrea Monticelli
Andrea Monticelli, noto anche come pittore da San Damiano (Bologna, 1640 – 1716), è stato un pittore italiano che ebbe lo studio nei pressi della chiesa di San Damiano a Bologna e da ciò trasse il soprannome.

## Biografia
Studiò quadratura con Agostino Mitelli e Matteo Borbone e divenne famoso come pittore di nature morte e paesaggi. Viaggiò in Francia, Savoia e si recò a Firenze. Suo fratello Giacomo e suo figlio Teodoro furono anch'essi pittori. Giacomo Antonio Mannini fu uno dei suoi allievi.